# Милорад Пелемиш
Милорад Мишо Пелемиш (Пелемиши код Шековића, 1964 — Београд, 23. април 2021) је био српски официр, капетан Војске Републике Српске, командант 10. диверзантског одреда, учесник рата у Хрватској (битке за Вуковар), рата у Босни и Херцеговини и рата на Косову и Метохији (битке на Кошарама).

## Биографија

### Детињство и младост
Милорад Мишо Пелемиш је рођен 1964. године у Пелемишима код Шековића. Завршио је подофицирску обуку 1983. године и постао подофицир Југословенске народне армије, убрзо распоређен у Вод за противтерористичка дејства (претеча Одреда војне полиције „Кобре”). У ЈНА је унапређиван до чина старијег водника.

### Рат у Хрватској
Учествовао је у бици за Вуковар 1991. године, као припадник 63. падобранске бригаде, за шта је одликован Орденом за храброст.

### Рат у Босни и Херцеговини
По почетку Одбрамбено-отаџбинског рата 1992. године, Пелемиш је основао специјалну јединицу при Министарству унутрашњих послова Републике Српске. Када је 14. октобра 1994. године основан 10. диверзантски одред, директно потчињен Главном штабу Војске Републике Српске, за његовог команданта је постављен поручник Милорад Пелемиш.
Са одредом је учествовао у операцији Штит код Бихаћа 1994. године. Према сведочењу Дражена Ердемовића, Пелемиш је упозорио припаднике 10. диверзантског одреда уочи операције Криваја 1995. године, да не сме дођи до злостављања и убијања цивила. Захваљујући овој изјави Ердемовића, Пелемишу није суђено за масакр у Сребреници. Дан након уласка Војске Републике Српске у Сребреницу, 12. јула, Пелемиш је доживео саобраћајну несрећу када се преврнуо војни транспортер, те је он упућен на лечење.
Након хапшења Ердемовића 30. марта 1996. године, капетан Пелемиш је смењен са места команданта 10. диверзантског одреда.

### Рат на Косову и Метохији
Пелемиш је учествовао у бици на Кошарама током рата на Косову и Метохији.

### Суђење за шпијунажу
На суђењу "групи Паук" пред судом у Београду 1999. године, заједно са Југославом Петрушићем, Пелемиш је оптужен за шпијунажу у корист Француске, као и за недозвољену производњу, држање, ношење и промет оружја и експлозивних материја. Пресудом Апелационог суда из 2018. године, оптужница за шпијунирање је одбачена, а остале оптужбе против Пелемиша су одбачене због застарелости.

### Хашки трибунал
У предмету Међународног кривичног суда за бившу Југославију против генерала Ратка Младића, Пелемиш се појавио као сведок одбране.

### Смрт
Умро је 23. априла 2021. године у Београду, након дуге и тешке болести.

## Одликовања
- Орден за храброст (СФРЈ, 1991)
- Орден Милоша Обилића (Република Српска)